# 西サハラの歴史
西サハラの歴史（にしサハラのれきし）は、紀元前5世紀のカルタゴの冒険者であった航海者ハンノの時代まで遡ることができる。それ以前にも僅かに歴史的記録は見られるものの、西サハラに於ける近代的な意味での歴史のルーツはベルベル人部族の支配下にあったいくつかの遊牧民にあり、イスラム教とアラビア語の導入は8世紀からである。
西サハラ地域は現代の言葉でいう意味の「国家」を形成した経験がない。古代にはフェニキア人が植民していたが、彼らは姿を消し痕跡もほとんど残っていない。イスラム教は8世紀にこの地域に達したが、砂漠化に悩まされていたこの地域では、ほとんど発展せずにいた。
1884年にスペインはボハドール岬からブラン岬(現ヌアウディブ岬)までの海岸を保護領と主張し、この領域は後に拡張された。1958年にスペインはそれまで別個であった地区を統合してスペイン領サハラとした。
1975年の国際司法裁判所による西サハラの地位についての勧告では、一部の部族がモロッコとの歴史的な繋がりをもっているが、それは西サハラとモロッコの間に"領土主権の繋がり"をもたらすには足らないと看做していた。
この1975年の11月、非武装のモロッコ人30万人がタルファヤに集結し、国王ハサン2世の合図を待って西サハラへ進入し、緑の行進が始まった。最終的に、スペインは1975年11月14日に西サハラを手放し、スペイン人の遺体を墓から掘り出しさえもした。モロッコは1976年に実際に西サハラの北部2/3を併合し、 モロッコと同様に西サハラの領有権を主張していたモーリタニアの撤退後、1979年に残りの部分を併合した。
1976年2月27日、ポリサリオ戦線はサハラ・アラブ民主共和国建国を正式に宣言してアルジェリアに亡命政権を樹立し、モロッコに対してゲリラ戦を開始した。この西サハラ紛争は1991年の停戦まで続いた。この停戦の合意の一部として、独立かモロッコへの併合かを選択する住民投票が固有の住民の間で行われることになったものの、この地域は遊牧民が多く投票権を持つ「西サハラ住民」の定義をめぐる問題から有権者の認定が困難を極めるためという理由で未だ実施されていない。

## 序説
11世紀から19世紀にかけ、西サハラはブラックアフリカと北アフリカの間にあった。11世紀にサンハジャ部族連合はラムツナ部族と同盟し、ムワッヒド朝を立てた。ムワッヒド朝の征服範囲は大モロッコと呼ばれる、マグリブの一部を含む現在のモロッコの大部分とトレムセン（現在のアルジェリア西部）、北はイベリア半島（現在のスペイン、ポルトガル）、南はマリ帝国、ガーナ王国（現在のモーリタニアやセネガル）まで達していた。
16世紀にモロッコに成立したサアド朝は1591年にニジェール川を基盤としてたソンガイ帝国を征服した後、西サハラはマリのトンブクトゥとモロッコのマラケシュの間のキャラバン隊の戦略的交通路となり、サハラ交易が活発となった。17世紀と18世紀には奴隷貿易が一般的となった。
西サハラ地域は19世紀末の列強によるアフリカ分割についてのベルリン会議にてスペインに与えられたことにより、1884年にスペインの植民地となった。その結果、西サハラはスペイン領サハラと呼ばれることとなった。
1975年11月6日、モロッコは緑の行進を組織した。これは、非武装民間人35万人がモロッコ全土から後に南部諸州と呼ばれるようになった地域へ移動するという大規模デモである。その数日前(10月31日)に、モロッコ王立軍は北西より侵略を行っていた。この結果、スペインはモロッコとモーリタニアと共にマドリード協定に調印しこの地域を放棄した。
西サハラにはモロッコとポリサリオ戦線との間の係争地域が1975年より残っている。モロッコは歴史的な繋がりに基づく統治権を要求し、一方ポリサリオ戦線は脱植民地化と国家の独立を求めている。この係争はマンハセット交渉によって解決を保留している。
西サハラには主にアラビア語ハッサニヤ方言を話すサハラウィー人に加えて、シルハ語(ベルベル語)を話す北部の少数民族がいる。

## ベルベル人部族の支配
フェニキアカルタゴ人植民地が 紀元前5世紀に航海者ハンノによって設立、もしくは強化されたが、実際の痕跡は消えてしまった。"乾燥移行期" (紀元前300年頃 - 300年頃)の間のサハラの砂漠化により、3世紀からのラクダの導入前は、外の世界との接触はとても困難であった。ラクダはもっぱら荷運に使われ、人々はラクダの横を歩いていた。また、ラクダの肉と乳、皮は重要であった。1000年から1500年の間には、馬が戦争に使用された。
8世紀にイスラム教が伝来する以前は、平野に住む遊牧民(主にサンハジャ部族連合) 、渓谷やオアシス、アウダガスト、ティシット、ウアラタ、テガーザ、トンブクトゥ、Awlil, Azuki,Tamdultの住民と共にベルベル人がサハラ西部に住んでいた。アラブからの入植者によって持ち込まれたイスラム教の信仰はまたたくまに広がった。
ベルベル人は徐々にサハラの交易ルートを開発していった。キャラバンは塩、金、奴隷を北アフリカと西アフリカの間で運んでおり、交易ルートの支配については、様々な部族間の権力闘争の中で大きな割合を占めるようになった。 西サハラのベルベル人たちは、宗教的指導者によって互いに結束し、時々自らの王朝を立てた。これは、モロッコのムラービト朝とアル＝アンダルス、また17世紀のナシル・アルディンのジハード、18世紀のKuntaのカディール運動などがこれにあたる。

## ムラービト朝とザーウィヤ
サハラ西部のムラービト朝 (1061年 - 1147年)の動きが社会の完全な変化の始まりであった。この過程の重要な役割はザーウィヤ（修道場）によって行われた。イスラム学者による指導の下のイスラム教育の中心として、'saih'が新しい人々の中心となった。彼らが古い指導集団から離れ、『コーラン』に従ってザーウィヤを形成したとき、多くの部族の中で 我々は分裂を見る。これらの新しく形成された集団は伝統的な軍事集団から自らを分離した。それまで母系の系譜は重要であったので、彼らはイスラムの預言者ムハンマドからの自分の家系を示そうとし、父系の祖先の重要性を強調した。彼らは戦いの理想より精神的な理想を高く置き、宗教的な影響を軍事的な圧力より選んでいる。 彼らは施しを与え、必要とする人に牛を貸すのに賛成しており、略奪や搾取には強行に反対しており、牛の略奪と無規則な課税を違法にすると明言していた。また、非宗教的な戦争に反対していたが、軍事的な攻撃から守るには十分なほど強かった。これらのザーウィヤ部族は宗教と法律教育の専門家、また教師の集団と なった。

## ムワッヒド朝によるアラブ化(13世紀 - 14世紀)
ムラービト朝統治下にて、職業戦士達はジハードをムジャーヒディーンとして戦った。ザーウィヤで団結した人々と同じように、ムジャーヒディーンは職業に基づく集団を形成し始める。これはMaqilアラブ部族の到来によって加速した。 13世紀と14世紀の間に、アラブ部族はフェザーン (リビア)、イフリーキヤ (チュニジア)、トレムセン (アルジェリア)、Jbel Saghro (モロッコ)、サギア・エル・ハムラ(現西サハラ)などへの入植を行うため、サハラの北縁にそって西へと移住をしていた。 Maqilアラブ人がサハラ西部に到達したとき、ムジャーヒディーンはアラビア化する傾向にあった。ザヴィア部族はベルベル人の特徴を保持し続ける一方、戦士達はできる限りアラブ化しようと試み、部族の祖先の系譜を構築しようと、Maqilのメンバーに接触し、部族をアラブ化した。このような例としては、 NyarzigはOuled Rizgとなった、ということが挙げられるだろう。しかし、自身をアラブと呼ぶ権利は、いくつかの部族に制限されており、可能な部族、Banu Hassan部族もしくは簡単にHassan、は次の世紀にわたっても戦士階級として機能している。
アラブ化したベルベル人はサハラのオアシス居住地を支配し、サハラの奴隷貿易において重要な役目を担っていた。彼らは既に土地を通過するものに重い税を課す一方、護衛とラクダ、物資を供給している。サハラ交易が増加したとき、奴隷倉庫とキャラバンの中継となる安全な停留場とともに、出発/到着施設を作った これらの施設では、サハラ以南の地域からエジプト、チュニジア、アルジェリア、モロッコへの通行を監督していた。また、トンブクトゥは4つのルートの結節点となっており、またウアダン、イジリ(Idjil) (Atarの近く)、Azougui、Araouane、タウデニ、後にティンドゥフなどは重要な隊商の停泊地となっていた。同じ時に、西サハラに留められていた奴隷の数が急激に増加している。
Maqil部族は時々、ベルベル人たちと結婚を行った。この地域のArabo-Berber peopleはサハラウィー人として知られている。現在において、Banu Hassan部族について述べるときに使われる他称は稀にMoorsとなる。アラビア語の方言であるハッサニヤ語は西サハラとモーリタニアにおいて、支配的な母語となった。ベルベル人の語彙と文化的特徴はサハラウィー共通のものとなったにもかかわらず、今日も多くのサハラウィーはアラブの系譜を主張している。

## サアド朝(16世紀 - 17世紀)
1147年にムラービト朝が崩壊した後、新しい王朝(ムワッヒド朝、マリーン朝、ワッタース朝)がサハラ西部において保守的な政権を保持し続けた。 しかしそれはスルターンの権威に大きく依存していた。サハラ西部でモロッコの主権が完全となったのはサアド朝が権力を握ったときのみであった。サアド朝はポルトガルの入植者たちをボハドール岬とブラン岬から追い出し、1591年にはサハラ越えの遠征を行ってトンディビの戦いでソンガイ帝国を滅ぼすと、モロッコの国境はセネガル川南西とニジェール川南東まで拡大された。サアド朝の後次の、1659年に権力を掌握したアラウィー朝が新たにモロッコに誕生し、19世紀にゆっくりと中央政府の崩壊があったが、現在の西サハラ問題においてもモロッコによる統治に影響を与え続けている。

## 植民地時代（1884年 - 1975年）

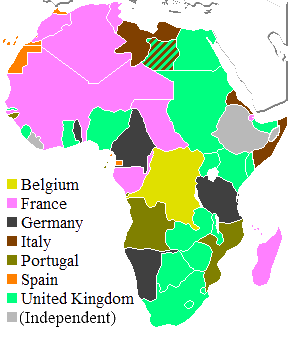
第一次世界大戦直前のアフリカ分割に於ける各国の主張（1914年）。スペイン領サハラはオレンジ色に塗られている。

19世紀後半にヨーロッパ列強諸国はアフリカに足がかりを作ろうとした。フランスはチュニジアを占拠し、イギリスはオスマン帝国領エジプト、イタリアはエリトリアの一部の所有権を、一方ドイツはトーゴ、カメルーン、南アフリカを保護下に置くと宣言した。ドイツの侵略に際して、14の国が1884年から1885年にアフリカ分割に関してベルリン会議を行った。この時にはまだ、アフリカの80%が在来のアフリカ人支配下であった。会議の結果、幾何学的で専横的な国境線がひかれた。西サハラは、ヨーロッパの支配を退けるためのハッサン1世の試みにもかかわらず、スペインの支配下となった。南東のTuatはフランス領アルジェリア（フランス領サハラ）へ編入された。
1904年にMa al-'Aynaynが植民地支配に反対するジハードを唱えたが、モロッコのスルターン、Abdelazizにこれを抑える力は既になく、同年、英仏協商によってモロッコに関する権益をフランスが獲得した。翌1905年に第一次モロッコ事件が勃発し、1906年にアルヘシラス会議が開催され、モロッコは事実上フランスの勢力圏となった。Ma al-'Aynaynはこの結果を知るとAbdelazizに裏切られたと考えた。1907年に反フランスの首領であり、スルターン・Abdelazizの弟でもあるAbdelhafidを支持した。その結果、モロッコからの武器の流れが減少した。アンリ・グロー率いるフランス軍はフランス領スーダンへ進軍し、1908年から1909年にMa al-'AynaynはTiznit（モロッコ）へ退却してAbdelhafidと共に戦いスルターン・Abdelazizの廃位を目標とし、それに成功した。この頃、Ma al-'AynaynはTiznitで自身をマフディーであると宣言した。
1910年にモロッコの次代スルターンに即位したAbdelhafidがヨーロッパの圧力で弱体化すると、モロッコは無政府状態に陥った。Ma al-'Aynaynはモロッコが欧州の手に落ちるのを見て取ると、ジハードをTiznitの北に広げてAbdelhafidも廃位することを決断した。6月23日、Ma al-'Aynaynはフランス軍のMoinier将軍に破れ、同年10月23日にTiznitで死亡した。
1911年にベルベル人が反乱を起こし、フランスがこれを鎮圧したが、ドイツが自国民保護を理由にアガディールにパンター号を派遣し、第二次モロッコ事件が勃発した。フランスはイギリスの協力を得て、ドイツは撤退した。
1912年3月30日、モロッコのスルターン・Abdelhafidは圧力に屈し、フェス条約により、自らスペインとフランスの保護領となった。

### サハラウィー人部族
上述のように、近代の民族はマリやニジェールに移住した諸部族を含む、サハラ砂漠の西端（現在のモーリタニア、モロッコ、アルジェリア、西サハラ）に住むアラブ化したベルベル人である。サハラのほとんどの人々のように、これらの部族は複雑な伝統を反映し、ベルベル人、アラブ人、その他の影響と組み合わされ、ネグロイドの民族的、文化的特徴を有している。
植民地時代以前において、サハラ砂漠の部族の領域は、モロッコ国王、アルジェリアのデイのような北アフリカにおける確立されたイスラム教の様子から、概してbled es-Sibaもしくは"相違の大陸"と考えられていた。植民地時代以前のマリ帝国とソンガイ帝国のイスラムの政権は、領地において同様の関係を持っていたようだ。これらは自制心に欠ける略奪者集団の本拠であると同時に、サハラ交易の主要なルートであった。ハッサニヤの諸部族は政治的支持を得るため、もしくは神聖な儀式として近隣の支配者に忠誠を述べたが、中央政府は領地に対して僅かな影響力しか持たなかった。
スペイン植民地時代のサハラウィー人の文化民俗史上最良の言及すべき成果は、スペインの人類学者フリオ・カロ・バロハの業績にある。彼は1952年から1953年にかけて、スペイン領サハラである程度の期間を現地部族と共に過ごしていた。

### スペイン領サハラ
1956年にモロッコがフランスから主権を獲得し、独立を達成すると、新たに独立したモロッコ王国はスペイン領サハラの領有権に関する主張を再開した。1957年のイフニ戦争でモロッコ解放軍はシディ・イフニーを占領した。スペインはカナリヤ諸島から落下部隊を投入してシディ・イフニーを奪還。この時、多くの部族がモロッコに亡命することになった。同年、スペインはサギア・エル・ハムラとリオ・デ・オロを、スペイン領サハラ州として統合した。それまでスペイン領であったタルファヤとタンタンに関してはモロッコへ割譲することになった。

### ゼムラ蜂起
1970年6月17日、アイウンのゼムラ地区でハラカト・タハリールが反植民地デモを行なった。これをスペインが弾圧した事件はゼムラ蜂起と呼ばれている。この事件を契機に、反植民地運動は武力闘争の性格を帯び、1973年にはポリサリオ戦線が結成された。

### ポリサリオ戦線の反乱
1973年からスペインの入植者達は、ポリサリオ戦線の武装したゲリラへの地方住民の統制をしだいに失っていった。続いてスペイン人は、植民地支配を支えるためにスペインに忠実なサハラウィー人政治団体を作ることを試み、極端な民族主義者を引き抜こうとしたが失敗した。スペインの指導者フランシスコ・フランコ総統の健康状態が悪化すると、マドリード政府は混乱に陥り、サハラ紛争の解決策を求めた。スペインの隣国ポルトガルのエスタド・ノヴォ権威主義体制が、国際的に不評だったポルトガルの植民地戦争の末に1974年のカーネーション革命によって崩壊したことを受け、撤退の決定を急いだものと思われる。

## 西サハラ戦争(1975年 - 1991年)
1975年後半、スペインは権力委譲の期日について協議するために、ポリサリオ戦線の指導者エル・ワリと会談した。しかし同時にモロッコとモーリタニアはフランコ政権に圧力をかけ始めていた。両国共にスペイン領サハラは自らの領土の歴史的な一部を形成していると主張していたのである。モロッコが国際司法裁判所に対して要求の適法性への意見を求めると国際連合は介入を初め、住民の希望を調査するため訪問ミッションを行った。このミッションは10月15日に報告を返し、独立への賛成世論に圧倒されたと発表した。 Simeon Akéに率いられたこのミッションでは、ポリサリオ戦線がこの地域における主要なサハラウィー人政府だと思えるとしている。ポリサリオ戦線は主要な諸部族と、かつてスペインを支持していたDjema'aの長老達からの支持を10月12日のアインベンティリ会談で確実にしたことで、より多くの外交的な成果を達成した。
10月16日、ICJは評決を届けた。これはモロッコとモーリタニアの政府を狼狽させ、法廷は明確な多数で両国のスペイン領サハラに対する歴史的な繋がりは領有権を与える物ではない、としていた。その上、法廷は無主地の概念を地域に適用しないと発表した。土地の真正の所有者であるサハラウィー人は民族自決権を有していると発表した。言い換えれば、適法な地位を手に入れるために、状況の解決へのどんな手段 （西サハラの独立、或いはモロッコ、モーリタニアへの統合）もサハラウィー住民の明示的な承認を受ける必要があるということである。モロッコもモーリタニアもこれを受け入れず、1975年10月31日、モロッコはポリサリオ戦線の陣地を攻撃するため西サハラへ軍を送った。西サハラの旧宗主国であるスペインとモロッコの間の公式な国交は継続されていたものの、モロッコは二国間協議を要求していた。
1975年11月6日、モロッコは西サハラへと緑の行進を始めた。およそ35万人の非武装のモロッコ人がモロッコ南部のタルファヤに集結し、西サハラに進入するハサン2世の合図を待った。結果として、スペインはモロッコの要求に従い、二国間協議の場についた。これによって、燐とスペインの採掘譲歩の見返りに、地域をモロッコとモーリタニアの間で分割するというマドリード協定が結ばれた。スペインとモロッコはサハラウィー人住民と協議をしておらず、ポリサリオ戦線は強行にこの条約に反対した。

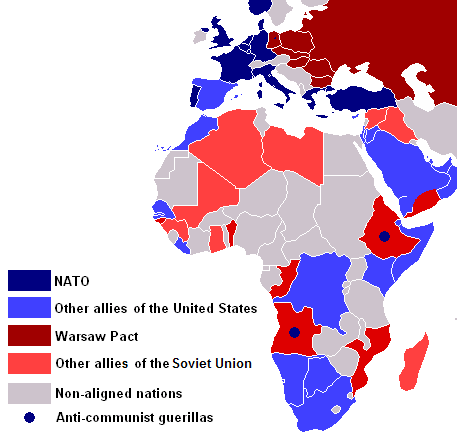
アフリカにおける東西冷戦の支持陣営（1980年）。モロッコは西側諸国（青色）に、ポリサリオ戦線は東側諸国（赤色）に支持されていた。

1990年代以前のこの地域における開発機会は東西冷戦の影響を強く受けている。アルジェリア、リビア、マリは東側諸国についていた。モロッコはこの地域で唯一西側諸国についた国である。
アルジェリアは、1960年代後半から70年代前半に形成されたsplit youngsの分離である、サハラ解放運動に援助をおくった。 サハラウィー人の大多数はその愛国的な行動を支持し、後にポリサリオと呼ばれる運動に加わった。また、ふらつきのサインや弱まった方針から判断し、徐々に自治と中央政府との意見の相違を強めた。
1975年11月14日、スペインとモロッコ、モーリタニアはマドリード協定(1975年)に調印し、スペイン軍の撤退の予定が組まれ、西サハラにおけるスペインの支配は終了し た。これらの協定はすべての国際基準に準拠して、3ヶ国間で結ばれた。これらの協定の中で、モロッコは西サハラの北側2/3を併合し、モーリタニアには南側1/3が与えられることとなった。ポリサリオ戦線は自らの政府、サハラ・アラブ民主共和国を樹立し、軍事部門のサハラ人民解放軍 (SPLA).と共にゲリラ活動を開始した。
1976年2月26日、アイウンでの式典でモロッコに行政権が移譲され、この地域に於けるスペイン植民地支配は終わった。翌日、ポリサリオ戦線はビエ・ラフルーにおいてサハラ・アラブ民主共和国（SADR）を亡命政府として公表した。続いてモーリタニアはリオ・デ・オロをTiris al-Gharbiyyaとして改名したが、支配を維持できないことを示していた。ポリサリオ戦線は弱体なモーリタニア軍を主な標的とし、モーリタニアの首都ヌアクショット（SADRの最初の統括者であるエル・ワリが銃撃により死亡した場所）を攻撃し、モーリタニアは国内の不安に屈した。モーリタニアの支配的なムーア人住民の中に多数存在したサハラウィー・ナショナリストがモーリタニア政府の立場をより不安定にし、数千人のモーリタニアのサハラウィー人がポリサリオ戦線に寝返った。1978年にモーリタニア軍はクーデターでモーリタニア政府の統制を握り、モーリタニアが無条件で西サハラから撤退することを前提に、ポリサリオ戦線は停戦を宣言した（アルジェ協定 (1979年)、英語：Algiers Agreement）。この協定により、1979年にモーリタニアの新しい支配者は西サハラへの領土主張を取り下げ、SADRを支持することに同意した。しかし、モーリタニアの撤退後、モロッコは地域の残りを支配下に置き、戦争は続くこととなった。
1980年代を通じてモロッコによる「砂の壁」の建設を通して戦いは硬直した。散発的な戦闘が続けられ、全当事者にとって問題は徐々に容認できない物となった。

## 停戦

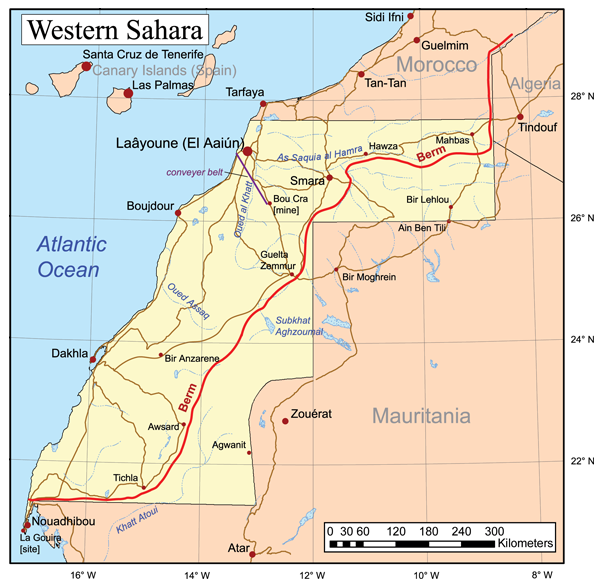
現在の西サハラの地図。西部のモロッコ実効支配地と、東部のポリサリオ戦線支配地が「砂の壁」（地図上赤線部）によって分断されている。

1991年にモロッコとポリサリオ戦線は国際連合の解決計画が提示した停戦に合意した。更にこの計画の詳細は1997年のヒューストン合意で具体化され、西サハラの地位はサハラウィー人住民による独立、もしくはモロッコとの統合を決定する住民投票へのモロッコの合意次第となった。計画は彼らの民族自決運動を決定する投票を意図し、これによって西サハラの脱植民地化の過程を完了しようとしている。国連は停戦と投票への協定を監視するためPKOとMINURSOを派遣した。初めは1992年に計画されていたが、有権者数について揉めているため、住民投票は未だ行われていない。二度目の国連の解決への試みは、ジェームズ・ベイカーによる2003年のベイカー計画IIであったが、ポリサリオ戦線には受け入れられたものの、モロッコは即座に反対した。モロッコはこのような国連調停は不要だと宣言し、投票を実施するという合意を破ったのである。
モロッコの解決計画と2003年のベイカー計画からの脱退は、政治的協議なしにPKOを残した。これは更なる戦争再開の可能性を増大させた。一方では、1990年代の間にモロッコでの政治生活の漸進的な自由化が、遅まきながら西サハラに2000年頃に達した。この政治的矛盾はモロッコ支配に対するデモを始めた。その後のサハラウィー人に対する取り締まりや逮捕はモロッコ支配へのメディアの注目を集め、サハラウィー人ナショナリストは好機を獲得した。2005年5月のデモの波からポリサリオ戦線支持者から独立インティファーダと呼ばれる蜂起が発生した。これらのデモは翌年まで続いた。 また、紛争への新たな関心を生み出した。ポリサリオ戦線は国際的な介入を要求したが、"弾圧のエスカレート"が続けば無為には過ごさないと発表した。

## 西サハラ紛争におけるアルジェリアの役割
アルジェリアは、民族自決の単純な擁護者だと主張している。実際、西サハラ紛争に於けるアルジェリアによる投資努力は絶大なものがあった。国連はモロッコとポリサリオ戦線を紛争における唯一の当事者と考えている。
サハラウィー人の難民キャンプはアルジェリアにあり、アルジェリアはポリサリオ戦線に30年間資金を供給している。
緑の行進へ反応して、アルジェリアは10,000人のモロッコ人市民の財産を収用し、国外へ追放することを決定した。
国連は紛争の主要な関係者はモロッコとポリサリオ戦線と公式には考えているものの、以前の国連事務総長コフィー・アナンはアルジェリアを利害関係者とみてアルジェリアを勧誘した。"私コフィー・アナンの特使の援助の下、議論と交渉の関係者として携わること"。公共放送サービスのインタビューの中で、2004年8月、国連事務総長の西サハラに対する以前の個人特使であったジェイムズ・ベイカーは、モロッコとアルジェリアを紛争の"2つの主要な参加者" と確認している。 いくつかの第三者機関はモロッコとアルジェリアを共に、紛争の解決策を探すために直接交渉するように言っている。
アルジェリアとモロッコは互いに反政府勢力を支援しているとして長年緊張関係にあるが、2021年になりアルジェリアはカビリー地方の独立運動やアルジェリア国内の山火事にモロッコが関与していると主張し緊張関係が高まった。2021年8月24日、アルジェリアはモロッコとの国交断絶を宣言した。